# Häufelhacke
Eine Häufelhacke, auch Handpflug genannt, ist ein traditionelles landwirtschaftliches Arbeitsgerät, welches heute nur noch selten verwendet wird.

## Aufbau
Die Hacke besteht aus einem Stiel und an diesem befestigten, zweifach stark gekrümmtem und geplätteten Eisen.

## Verwendung
Die Häufelhacke fand Verwendung im Gartenbau, so beim An- oder Behäufeln der Erde und zum Auflockern des Bodens. Ein weiterer Einsatzzweck war das Anhäufeln und die damit verbundene Unkrautbekämpfung im Kartoffelbau, wo sie als Alternative zur Handhacke zum Einsatz kam. Sie wird auch als Gerät zum Anhäufeln von Dämmen vor der Pflanzung von Kümmel erwähnt.
Ein im Heimatmuseum Quierschied bewahrtes geschweißtes und geschmiedetes Exemplar aus der ersten Hälfte des 20. Jahrhunderts misst bei einer Länge von 128 cm eine Breite von 28 cm.